# ラザルス・フレッチャー
サー・ラザルス・フレッチャー（Sir Lazarus Fletcher、1854年3月3日 - 1921年1月6日）は、イギリスの鉱物学者。鉱物学、結晶学、隕石学を研究した。
マンチェスターのサルフォードで生まれた。オックスフォード大学ベリオール・カレッジで学んだ後、ロンドン自然史博物館の鉱物学部門で働いた。フレッチャーの指揮のもとで、自然史博物館の鉱物学の標本の整理がおこなわれた。1909年から1919年の間、自然史博物館の館長を務めた。
1889年に王立協会の会員に選ばれ、1912年にはロンドン地質学会からウォラストン・メダルを受賞した。1916年にナイトに叙された。